# Marie d'Harcourt
Marie d'Harcourt (1420 – 1464) è stata una nobile francese, figlia di Jacques II d'Harcourt e Marguerite, viscontessa di Melun, seconda moglie di Jean d'Orléans, conte di Dunois, Bastardo d'Orléans. Le nozze avvennero nel 1439. Da questa unione nacquero quattro figli: Marie, Jean, Catherine e François.
Accolse in famiglia e crebbe il figlio che il marito aveva avuto, prima del loro matrimonio, da Isabelle de Dreux: Louis, Bastardo di Dunois.
La sua tomba si trova nella cappella di Saint Jean Baptiste della basilica di Notre-Dame de Cléry, a fianco a quella che avrebbe accolto, quattro anni più tardi, il corpo del marito.